# Jeremy Hansen
Jeremy Roger Hansen (London, 1976. január 27. –) kanadai űrhajós.
Londonban született és egy farmon nőtt fel, majd középiskolai tanulmányait Ingersollban végezte. Alap-, és mesterdiplomáját a Királyi Katonai Főiskolán szerezte.
2009-ben csatlakozott a Kanadai Űrügynökséghez. Azt megelőzően, hogy Kanada egyik űrhajósa lett, az ország légierejében szolgált, egy CF–18 pilótájaként. Élete során több kitüntetést is kapott. Küldetésspecialistának választották az Artemis II űrrepülésre, ami 2024-ben körbe fogja repülni a Holdat. Ő lesz az első kanadai és nem amerikai, aki a Holdhoz repül.